# Guido Vadalá
Guido Vadalá (Rosário, 8 de janeiro de 1997) é um futebolista argentino que joga atualmente no Juventus, emprestado pelo Boca Juniors.

## Títulos

### Prêmios individuais
- 40 jovens promessas do futebol mundial de 2014 (The Guardian)[2]